# Ola & Julia
Ola & Julia är en svensk långfilm från 1967 i regi av Jan Halldoff. I rollerna ses bland andra Monica Ekman, Ola Håkansson och Bengt Ekerot.

## Handling
Ola (Ola Håkansson) turnerar med sitt popband Ola & the Janglers i landsorten. Julia (Monica Ekman) är skådespelare och reser runt och spelar pjäsen Slutspel av Samuel Beckett. En kväll sammanförs deras turnéplaner och de möts på ett hotell. Förälskelse uppstår.
Mötet blir dock kortvarigt och snart skiljs de båda igen. Ola och Julia försöker kombinera sina turnébaserade karriärer och sin relation genom ständiga resor till och från varandra, till pop- och teatergruppens irritation. Mot slutet av filmen träffas de återigen och omfamnar varandra. Ola säger då "Jag har stuckit för sista gången nu".

## Om filmen
Inspelningen ägde rum i Filmstaden Råsunda, Eskilstuna, Stockholm och Västerås efter ett manus av Stig Claesson, Halldoff och Bengt Forslund. Fotograf var Gunnar Fischer och klippare Siv Kanälv. Filmen premiärvisades den 21 augusti 1967 på biograf China i Stockholm och har senare visats flera gånger av Sveriges Television, bland annat 2023 och i juli 2025.

## Rollista
- Monica Ekman – Julia
- Ola Håkansson – Ola
- Bengt Ekerot – Max, teaterregissör
- Claes af Geijerstam – medlem av Janglers
- Thomas Janson – Thomas, turnéledare för Janglers
- Lars Hansson – Lasse, teaterskådespelare
- Lars Lind – Nisse, scentekniker
- Åke Eldsäter – medlem av Janglers
- Leif Johansson – medlem av Janglers
- Johannes Olsson – medlem av Janglers
- Mai Nielsen – Olas fästmö
- Signe Stade – Olas syster
- Arvid Rundberg – fadern
- Curt Åström – portieren
- Bo Halldoff
- Ove Magnusson – vaktmästare
- Ranke Sandgren – folkparksföreståndare
- Hasse Seiden – fotograf
- Karl Erik Tonemar – turnéledare
- Anders Josephson – chaufför
- Jan Halldoff – grammofonbolagsdirektör
- Lasse Åberg – servitör

## Musik
Musiken skrevs av Claes af Geijerstam och Johannes Olsson och framfördes av Ola & the Janglers på albumet Pictures & Sounds.

## Priser och utmärkelser
- 1968 – Svenska Filminstitutets kvalitetsbidrag